# Varaždins barockkvällar
Varaždins barockkvällar (kroatiska: Varaždinske barokne večeri) är sedan 1971 en årligen återkommande musikfestival i Varaždin i Kroatien. Festivalen hålls vanligen i slutet av september och början av oktober och på repertoaren står klassisk musik och barockmusik. Festivalen har en internationell karaktär med gästartister från utlandet. Musiken framförs företrädesvis i stadens kyrkor, palats och andra representativa byggnader.  

### Fotnoter
1. ↑  Vbv.hr Arkiverad 14 maj 2014 hämtat från the Wayback Machine. (engelska)